# Рада Євроатлантичного Співробітництва
Рада Євроатлантичного Співробітництва (СЕС, біл. Савет Еўраатлантычнага Супрацоўніцтва) — організація, метою якої є сприяння в зміцненні діалогу між  Республікою Білорусь та НАТО, заснованого на принципах євроатлантичних цінностей та розвитку євроатлантичних  зв'язків.

## Місія Ради
Сприяння євроатлантичної інтеграції Білорусі як гарантії демократичного розвитку країни шляхом здійснення інформаційних і навчальних програм які сприяють становленню демократичних цінностей в білоруському суспільстві.

## Білорусь і НАТО
Зміцнення міжнародної безпеки для Республіки Білорусь, є одним з пріоритетних завдань зовнішньої політики Білорусі. Для вирішення цього завдання Білорусь завжди докладала максимум зусиль, дотримуючись послідовної і відповідальної політики. Керівництво країни надає особливе значення розвитку взаємовигідних, стабільних відносин з НАТО та її державами-членами, які в наш час[коли?] мають спільний кордон з Організацією Північноатлантичного Договору (НАТО).
Республіка Білорусь взаємодіє з НАТО в рамках Ради Євроатлантичного партнерства (РЄАП) та програми «Партнерство заради миру» . Білорусь надає особливе значення реалізації програми ПЗМ, розглядаючи її як одно з найважливіших інструментів розвитку практичного співробітництва як з Північноатлантичним альянсом, так і з окремими країнами Європи та Північної Америки . У січні 1995 року Білорусь підключилася до участі в ПЗМ, підписавши Рамковий документ Програми . 29 квітня 1996 Білорусь офіційно передала в штаб-квартиру НАТО Презентаційний документ за програмою ПЗМ, в якому визначила цілі та пріоритети своєї співпраці з НАТО. Рада Євроатлантичного Співробітництва за активну підтримку діалогу Республіки Білорусь і НАТО.